# Yvette Naubert
 (novembre 2017).
Si vous disposez d'ouvrages ou d'articles de référence ou si vous connaissez des sites web de qualité traitant du thème abordé ici, merci de compléter l'article en donnant les références utiles à sa vérifiabilité et en les liant à la section « Notes et références ».
Yvette Naubert était une écrivaine québécoise née en 1918 et décédée en 1982.

## Biographie
Yvette Naubert a étudié la musique à l’École Vincent-d'Indy. Elle fait son entrée dans les lettres en 1940 en envoyant un conte à Radio-Canada.

## Œuvres
- Contes de la solitude, 1967
- La Dormeuse éveillée, 1965
- L'Été de la cigale, 1968
- Les Pierrefendre, 1972
- Traits et portraits, 1978

## Honneurs
- 1968 - Prix du Cercle du livre de France, L'Été de la cigale
- 1969 - Prix David